# Julius Nicolaysen
Julius Nicolaysen, född den 31 juli 1831 i Bergen, död den 25 december 1909 i Kristiania, var en norsk läkare, halvbror till Nicolay Nicolaysen, far till Johan Nicolaysen.
Nicolaysen var militärläkare vid norska gardet i Stockholm 1857–60, sedan 1867 universitetsstipendiat i kirurgi och 1870–1908 professor i medicin i Kristiania samt sedan 1872 därjämte överkirurg vid Rikshospitalet. Han kreerades till hedersdoktor vid Köpenhamns universitets jubelfest 1879 och var ledamot av Svenska läkarsällskapet (1882).
Nicolaysen, som kirurg en föregångsman i Norge, var den förste, som där med lyckligt resultat utförde ovariotomi (1866) och tarmresektion (1885). Många av hans uppsatser är offentliggjorda i "Norsk magazin for lægevidenskaben" (sedan 1857), "Klinisk aarbog" - bägge dessa publikationer var han med om att utge - och i "Nordiskt medicinskt arkiv", varav han var medredaktör för Norge.